# 310. strelska divizija (ZSSR)
310. strelska divizija (izvirno rusko 310. стрелковая дивизия; kratica 310. SD) je bila strelska divizija Rdeče armade v času druge svetovne vojne.

## Zgodovina
Divizija je bila ustanovljena julija 1941 v Akmolinsku.